# 111 км (зупинний пункт, Південна залізниця)
111 кіломе́тр — пасажирський залізничний зупинний пункт Полтавської дирекції Південної залізниці.
Розташований біля села Воля, Лохвицького району, Полтавської області на лінії Бахмач-Пасажирський — Лохвиця між станціями Юсківці (3 км) та Андріяшівка (7 км).
На зупинному пункті зупиняються приміські поїзди.